# Benicia–Martinez Bridge
Als Benicia–Martinez Bridge werden drei parallele Brücken bezeichnet, die die Carquinez-Straße in der San Francisco Bay Area in Kalifornien zwischen Benicia im Norden und Martinez im Süden überqueren. Auf der westlichen Brücke verläuft die Interstate 680 (I-680) in südlicher Richtung. Die mittlere Brücke ist eine Eisenbahnbrücke aus dem Jahr 1930, welche der Union Pacific Railroad gehört. Die östliche Brücke dient dem Verkehr der I-680 in Richtung Norden.
Die Carquinez-Brücke, die erste Brücke über die Carquinez-Straße, steht 10 km weiter westlich.

## Mittlere Brücke – Union Pacific Railroad Bridge
Die mittlere Brücke ist die Union Pacific Railroad Bridge oder Benicia-Martinez Rail Drawbridge genannte zweigleisige Eisenbahn-Hubbrücke. Sie wurde zwischen 1928 und 1930 von der Southern Pacific Railroad errichtet, die 1996 von der Union Pacific Railroad übernommen wurde. Sie ist die einzige Eisenbahnbrücke über eine der Buchten der San Francisco Bay Area, die zweitlängste Eisenbahnbrücke Amerikas und die längste US-Eisenbahnbrücke westlich des Mississippi.
Sie wird von Güterzügen der Union Pacific Railroad und der BNSF Railway sowie von Personenzügen der Amtrak benutzt.
Sie ist insgesamt 1708 m (5603,5 ft) lang und 9,15 m (30 ft) breit. Die Hauptbrücke hat sieben 161,85 m (531 ft) lange Felder mit Fachwerkträgern mit polygonal gebogenem Obergurt und untenliegender Fahrbahn. Zwischen dem ersten und den sechs anderen Brückenfeldern steht eine ca. 100 m weite Hubbrücke. An den beiden Enden sind 221 bzw. 254 m lange Rampenbrücken mit parallelgurtigem Fachwerk mit obenliegender Fahrbahn. Die Brücke hat eine lichte Höhe über dem Wasser von 25 m und bei geöffneter Hubbrücke von 41 m (135 ft).

## Westliche Brücke – George Miller Jr. Memorial Bridge (1962)
Die westliche Brücke ist eine in den Jahren 1959 bis 1962 gebaute vierspurige Straßenbrücke, über die der Verkehr der Interstate 680 Richtung Süden fließt. Sie wird offiziell George Miller Jr. Memorial Bridge genannt zu Ehren des Politikers der Demokratischen Partei, der von 1949 bis 1969 Mitglied des Senats von Kalifornien war.
Die stählerne Fachwerkbrücke ist 1894,33 m (6215 ft) lang und 23,6 m (77,4 ft) breit. Sie hatte ursprünglich eine 18,5 m breite Fahrbahn für vier Fahrspuren, getrennt durch einen 3 m (10 ft) breiten Mittelstreifen, und beidseits 2,5 m breite Gehwege. Nach der Fertigstellung der östlichen Brücke wurde sie umgestaltet und hat seitdem vier Fahrspuren in südliche Richtung, beidseits einen Pannenstreifen und an der westlichen Seite einen Geh- und Radweg. Sie verläuft am höchsten Punkt 54,25 m (178 ft) über dem Wasserspiegel.
Die Brücke hat eine lichte Höhe von 42 m (138 ft). Ihre Durchfahrtsöffnung für Schiffe ist 41,1 m (134,8 ft) hoch und 134,1 m (440 ft) breit.
Sie hat zehn 160,93 m (528 ft) weite Öffnungen über der Carquinez-Straße und 8 Öffnungen in der Rampenbrücke auf der Südseite.
Der stählerne Überbau wurde von der American Bridge Company geliefert. Die zehn Hauptöffnungen werden von einem parallelgurtigen Strebenfachwerk mit Pfosten und mit untenliegender Fahrbahn überspannt, das als Durchlaufträger ausgebildet ist. Seine Bauhöhe ist 12,9 m (40 ft).
Die westliche Benicia–Martinez Bridge ist eine der ersten beiden US-Brücken, deren Träger geschweißt wurden und nicht wie zuvor mit Nieten, sondern mit Bolzen verbunden wurden.
Die Stahlbeton-Pfeiler sind bis zu 39,6 m (130 ft) hoch und wurden in Gleitschalungsbauweise errichtet.
Die Brücke wurde am 15. September 1962 feierlich eröffnet. Gleichzeitig wurde der älteste Fährdienst der Bay Area nach 115 Jahren eingestellt. Die MV Carquinez wurde nach Florida verkauft, wo sie in der Mündung des St. Johns River in den Atlantik östlich Jacksonville eingesetzt wurde.
1991 wurde die Brücke saniert.

## Östliche Brücke – Congressman George Miller Benicia–Martinez Bridge (2007)
Die östliche Brücke ist eine in den Jahren 2001 bis 2007 gebaute fünfspurige Straßenbrücke, über die der Verkehr der Interstate 680 nach Norden Richtung Sacramento und Napa fließt. Sie wird offiziell die Congressman George Miller Benicia–Martinez Bridge genannt zu Ehren von George Miller III, dem Sohn von George Miller Jr. und Politiker der Demokratischen Partei, der von 1975 bis 2015 Mitglied des US-Repräsentantenhauses für Kalifornien war.
Die Brücke ist einschließlich der südlichen Rampenbrücke und der nördlichen Verteilerspange rund 2,7 km lang. Die Hauptbrücke über der Carquinez-Straße ist 2266 m lang, 24 m breit und hat eine durchschnittliche Höhe über dem Wasser von 45 m. Sie hat 12 bis zu 201 m weite Öffnungen. Diese wurden zu vier Rahmen zusammengefasst, die Längen von 515,8 + 644,0 + 811,4 + 290,3 m haben und jeweils in Feldmitte miteinander verbunden sind.
Es handelt sich um eine Spannbetonbrücke mit einer 24 m breite Fahrbahnplatte und einem einzelligen, gevouteten Hohlkasten mit trapezförmigem Querschnitt, der eine Bauhöhe zwischen 11,4 m an den Pfeilern und 4,5 m in Feldmitte hat. Die Dicke der Bodenplatte variiert zwischen 1,80 m und 0,25 m. Die Überbauten wurden im Freivorbau aus Leichtbeton (Ortbeton) hergestellt.
Bei der Pfahlgründung der Pfeiler mussten eine Reihe unvorhergesehener Schwierigkeiten überwunden werden, die zu erheblichen Verzögerungen und Kostenerhöhungen führten.
Da der Green Valley Fault, eine tektonische Verwerfung, in nur 5 km Entfernung verläuft, musste die Brücke nach den Lifeline standards des California Department of Transportation (Caltrans) gebaut werden, die vorschreiben, dass eine Brücke nach einem großen Erdbeben in kürzester Zeit wieder für Rettungsfahrzeuge befahrbar sein muss.
Die Brücke wurde von einem Joint Venture aus T.Y. Lin International, San Francisco, und CH2M-Hill, Sacramento, entworfen und von Kiewitt Pacific gebaut. Der nördlich anschließende Verteiler zur I–680 und I–780 wurde von Caltrans geplant und von RMC Lone Star ausgeführt.